# Andrei Grubschi
Andrei V. Grubschi a fost un politician moldovean, ales în Sfatul Țării.

## Sfatul Țării
Andrei Grubschi, de naționalitate ucrainean, a fost ales în Sfatul Țării de Uniunea profesională a muncitorilor din Chișinău.